# Fadane Hamadi
Fadane Hamadi (21 luglio 1992) è un ostacolista e triplista comoriano.

## Biografia
Nel 2019 ha preso parte ai campionati del mondo di Doha, dove è stato eliminato in batteria nei 110 metri ostacoli.
Nel 2021 è stato portabandiera per le Comore ai Giochi olimpici di Tokyo.

## Progressione

### 60 metri ostacoli indoor
| Stagione | Tempo | Luogo   | Data      | Rank. Mond. |
| -------- | ----- | ------- | --------- | ----------- |
| 2020/21  | 8"27  | Aubière | 13-2-2021 |             |
| 2018/19  | 8"20  | Lione   | 3-2-2019  |             |
| 2017/18  | 8"23  | Aubière | 4-2-2018  |             |
| 2016/17  | 8"44  | Lione   | 29-1-2017 |             |
| 2015/16  | 8"58  | Lione   | 6-2-2016  |             |

### 110 metri ostacoli
| Stagione | Tempo | Luogo            | Data      | Rank. Mond. |
| -------- | ----- | ---------------- | --------- | ----------- |
| 2021     | 14"63 | Chalon-sur-Saône | 27-6-2021 |             |
| 2020     | 15"21 | Besançon         | 30-8-2020 |             |
| 2019     | 14"67 | Chalon-sur-Saône | 19-5-2019 |             |
| 2018     | 14"60 | Digione          | 20-5-2018 |             |
| 2017     | 14"90 | Besançon         | 21-5-2017 |             |
| 2016     | 15"40 | Chalon-sur-Saône | 8-5-2016  |             |

### Salto triplo
| Stagione | Misura  | Luogo            | Data      | Rank. Mond. |
| -------- | ------- | ---------------- | --------- | ----------- |
| 2019     | 14,63 m | Chalon-sur-Saône | 2-6-2019  |             |
| 2018     | 14,45 m | Digione          | 10-6-2018 |             |
| 2017     | 14,42 m | Valence          | 18-6-2017 |             |
| 2015     | 14,39 m | Chalon-sur-Saône | 24-5-2015 |             |
| 2013     | 14,22 m | Chalon-sur-Saône | 9-6-2013  |             |

### Salto triplo indoor
| Stagione | Misura  | Luogo   | Data      | Rank. Mond. |
| -------- | ------- | ------- | --------- | ----------- |
| 2018/19  | 14,62 m | Lione   | 19-1-2019 |             |
| 2017/18  | 14,65 m | Aubière | 10-2-2018 |             |
| 2013/14  | 14,12 m | Digione | 19-1-2014 |             |
| 2012/13  | 14,13 m | Vittel  | 24-2-2013 |             |

## Palmarès
| Anno | Manifestazione  | Sede  | Evento   | Risultato | Prestazione | Note |
| ---- | --------------- | ----- | -------- | --------- | ----------- | ---- |
| 2019 | Mondiali        | Doha  | 110 m hs | Batteria  | 14"79       |      |
| 2021 | Giochi olimpici | Tokyo | 110 m hs | Batteria  | 14"99       |      |

## Campionati nazionali
2018
- 5º in semifinale ai campionati francesi assoluti indoor, 60 m hs - 8"28
- 8º ai campionati francesi assoluti indoor, salto triplo - 14,65 m

2019
- 6º in semifinale ai campionati francesi indoor, 60 m hs - 8"25
- 10º ai campionati francesi assoluti indoor, salto triplo - 14,15 m